# Kris Kohls
Kris Kohls, né le 19 mai 1972, à commencer ses performances en batterie dans le groupe Videodrone puis a rejoint dans Adema.